# پارتو گوش
پارتو گوش (انگلیسی: Partho Ghosh؛ زادهٔ ۸ ژوئن ۱۹۵۵) کارگردان فیلم، فیلم‌نامه‌نویس، تهیه‌کننده فیلم اهل هند است.

## فیلم‌شناسی
- ۱۰۰ روز (۱۹۹۱)
- Geet (1992)
- دلال (1993)[۱]
- Teesra Kaun (1994)[۲]
- شاهد آتش است (۱۹۹۶)
- Jeevan Yudh (1997)
- Jiban Yuddha (1997)
- غلام مصطفی (1997)
- کی راست میگه کی دروغ میگه (۱۹۹۷)
- یوگپوروش (1998)[۳]
- Khote Sikkey (1998)
- Maseeha (2002)
- Surya (2002)
- Sitam (2005)
- Rehmat Ali (2010)
- یک ثانیه می‌تواند زندگی شما را تغییر دهد؟ (۲۰۱۰)
- Mausam Ikrar Ke Do Pal Pyaar Ke (2018)